# Јајна ћелија
Јајна ћелија представља женски гамет, који се образује у процесу оогенезе код животиња и мегагаметогенезе код виших биљака. Садржи хаплоидан број хромозома као и сперматозоид, али зато код већине врста има много већу количину цитоплазме од њега. Зрела јајна ћелија је релативно велика, односно, већа је од просечне телесне ћелије животиња. Веома велика јаја имају птице, гмизавци, а и неке ајкуле. Због тога је фаза раста у оогенези много израженија него у сперматогенези.

## Врсте јајних ћелија
Према количини и распореду жуманцета, које представља резервну храну за ембрион, разликују се три основна типа јајних ћелија: 
- олиголецитне,
- телолецитне и
- центролецитне.

- Олиголецитне (= мало; lekhitos = жуманце) јајне ћелије имају малу количину жуманцета које је равномерно распоређено по цитоплазми.

- Телолецитне (telos = крај) имају неравномерно распоређено жуманце, тако да се на њима разликују два пола:
- анимални, на коме је више цитоплазме и где се налази једро, и
- вегетативни на коме је више жуманцета.

Разликују се два типа ових ћелија: 
- умерено телолецитне и
- изразито телолецитне.

Умерено телолецитне имају мање жуманцета од изразито телолецитних јаја(присутне су код риба). Жуманце је у виду многобројних тзв. жуманцетних плочица које су у доњем делу (вегетативни пол), док се на анималном полу налази више цитоплазме.
Изразито телолецитне садрже велику количину, густо напакованог жуманцета, док је цитоплазма са једром сведена на мали диск који лежи на том жуманцету (јајне ћелије гмизавци и птица).
- Центролецитне јајне ћелије имају велику количину жуманцета смештеног у центру, а цитоплазма је око њега у виду површинског, танког слоја. У самом центру жуманцета налази се острвце цитоплазме са једром које је окружено цитоплазмом.

- Јајне ћелије човека и осталих плаценталних сисара су алецитне (без жуманцета), пошто ембрион у исхрани зависи од мајке, а не од жуманцета.